# 알베르트 몰
알베르트 몰(Albert Mol, 1917년 1월 3일 ~ 2004년 3월 9일)은 네덜란드의 배우이다.